# WrestleMania 22
WrestleMania 22 fue la vigesimosegunda edición de WrestleMania, un evento PPV de lucha libre profesional producido por la World Wrestling Entertainment. El evento se realizó el 2 de abril de 2006 desde el Allstate Arena en Chicago, Illinois. La frase para este evento fue Big Time. El tema oficial del evento fue "I Dare You" de Shinedown y el tema secundario, "Big Time" de Peter Gabriel.

## Antecedentes
En enero, Rey Mysterio fue el ganador de la decimonovena edición del Royal Rumble, pudiendo optar a una lucha por el Campeonato Mundial Peso Pesado de Kurt Angle o el Campeonato de la WWE de John Cena en WrestleMania 22. Sin embargo, Randy Orton, quien había sido el último eliminado de la Royal Rumble por Mysterio, exigió tener esa oportunidad, enfrentándose entre ambos en No Way Out 2006, ganando Orton la oportunidad de Mysterio, por un combate por el título de Angle en WrestleMania. El 24 de febrero en SmackDown!, el General Mánager de SmackDown! Theodore Long, revisó la trampa de Orton por la pantalla gigante y anunció que la lucha por el Campeonato Mundial Peso Pesado, sería entre Mysterio, Orton y el campeón Angle en una triple amenaza. Días después del anuncio, Angle, Orton y Mysterio se atacaron mutualmente, incluso fueron equipo en una lucha por equipos y vencieron a Mark Henry y MNM.
El principal Feudo de cara a WrestleMania en la marca RAW, fue entre John Cena y Triple H por el Campeonato de la WWE. El 13 de febrero en RAW, Cena retuvo el título de la WWE, al derrotar a Edge con Mick Foley como Árbitro Especial (Foley fue escogido por Cena, para realizar tal rol en ese combate, luego de que una semana antes en RAW, John Cena y María derrotaron al matrimonio de Edge y Lita, en una lucha de parejas mixtas, que fue pactada por Mr. McMahon); por lo que de paso, Edge tendría que enfrentar a Foley en Wrestlemania retándole a una lucha con reglas Hardcore. Después de no poder ganar Royal Rumble, Triple H participó en el torneo de WrestleMania, donde el ganador se convertiría en el contendiente número uno, para enfrentar a Cena por el Campeonato de la WWE en WrestleMania. En la final del torneo, celebrada en la edición de RAW del 20 de febrero, Triple H se enfrentó a Rob Van Dam y The Big Show, en una Triple Threat Match. Triple H ganó la lucha por Pinfall, después de aplicarle un Pedigree a RVD. Una semana después, en la firma de contrato para la lucha, Cena se dio cuenta de que Triple H, tenía escondido su propio mazo en la mesa y fue cuando Kane y Big Show, iban al ring para encarárlos, aunque estos últimos fueron atacados por Carlito y Chris Masters. El 6 de marzo en la edición de RAW, tanto el campeón de la WWE John Cena como su rival Triple H, ganaron sus luchas contra oponentes de Wrestlemania anteriores: Triple H derrotó a su oponente en WrestleMania XV Kane, con la ayuda de Carlito y Chris Masters. Y más tarde, John Cena derrotó a su rival de WrestleMania XX The Big Show, aplicándole un FU, para llevarse la victoria.
Otra rivalidad principal de la marca RAW, fue entre Shawn Michaels y Vince McMahon, recordando el episodio de la Traición de Montreal. En Royal Rumble (2006), durante el Royal Rumble Match, sonaba la música de entrada de Vince McMahon y este entraba, distrayendo así a Shawn Michaels, durante ese tiempo, Shane McMahon entró de manera ilegal al ring y eliminó a Michaels, atacándolo por la espalda. El 27 de febrero en Raw, Shane McMahon golpeó con una silla a Michaels, obligándolo junto con Vince, a besar el trasero de Vince McMahon. Vince luego anunció que él y Michaels, se enfrentarán entre sí en WrestleMania. Además Vince anunció que su hijo Shane y los Spirit Squad, interferirán en el combate de Wrestlemania, para favorecerlo en una lucha de estilo No Holds Barred. 
Otra de las luchas programadas para este WrestleMania, fue un Casket Match entre The Undertaker y Mark Henry. El 3 de marzo en SmackDown!, Undertaker retó a Kurt Angle en la revancha de No Way Out por el Campeonato Mundial Peso Pesado, durante el match Undertaker le aplicó a Angle una Tombstone Piledriver, Mark Henry salió y atacó a Undertaker, logrando que este ganara la lucha más no el título. La semana siguiente, en SmackDown!, Undertaker desafió a Henry a un Casket Match en WrestleMania, el cual el propio Henry aceptó el reto.
Aparte de estos combates, también se dio un combate entre Kane & Big Show frente a Carlito & Chris Masters por Campeonato Mundial en Parejas, cuyo reto se inició cuando Carlito y Masters, atacaron por la espalda a los campeones Kane y a Show. Otro combate destacado, es el duelo en desventaja entre The Boogeyman y el matrimonio de Booker T y Sharmell, cuyo reto comenzó cuando el General Mánager de SmackDown! Theodore Long, comunicó públicamente a Booker T y a Sharmell, que ellos enfrentarán al Boogeyman en Wrestlemania, cuyo anuncio hizo que Sharmell quedara muy asustada, algo que se repitió días después en las siguientes ediciones de SmackDown!, cuando Sharmell no se diera cuenta, que Boogeyman interfiera en los combates de su esposo. También se pactó un combate entre Chris Benoit y John "Bradshaw" Layfield por el Campeonato de los Estados Unidos. Cuya rivalidad comenzó cuando Benoit, conquistó dicho campeonato en el evento anterior No Way Out, tras vencer a Booker T y pocos después, JBL ganó una lucha por el puesto de contendiente N.º 1 al campeonato y finalmente, la lucha del Money in the Bank Ladder Match en escaleras, donde Ric Flair, Rob Van Dam y Shelton Benjamin representan a RAW y Finlay, Matt Hardy y Bobby Lashley representan a SmackDown!. Los 6 luchadores se ganaron el derecho de participar en esa lucha, luego de ganar sus luchas clasificatorias, para entrar a la lucha.

## Resultados

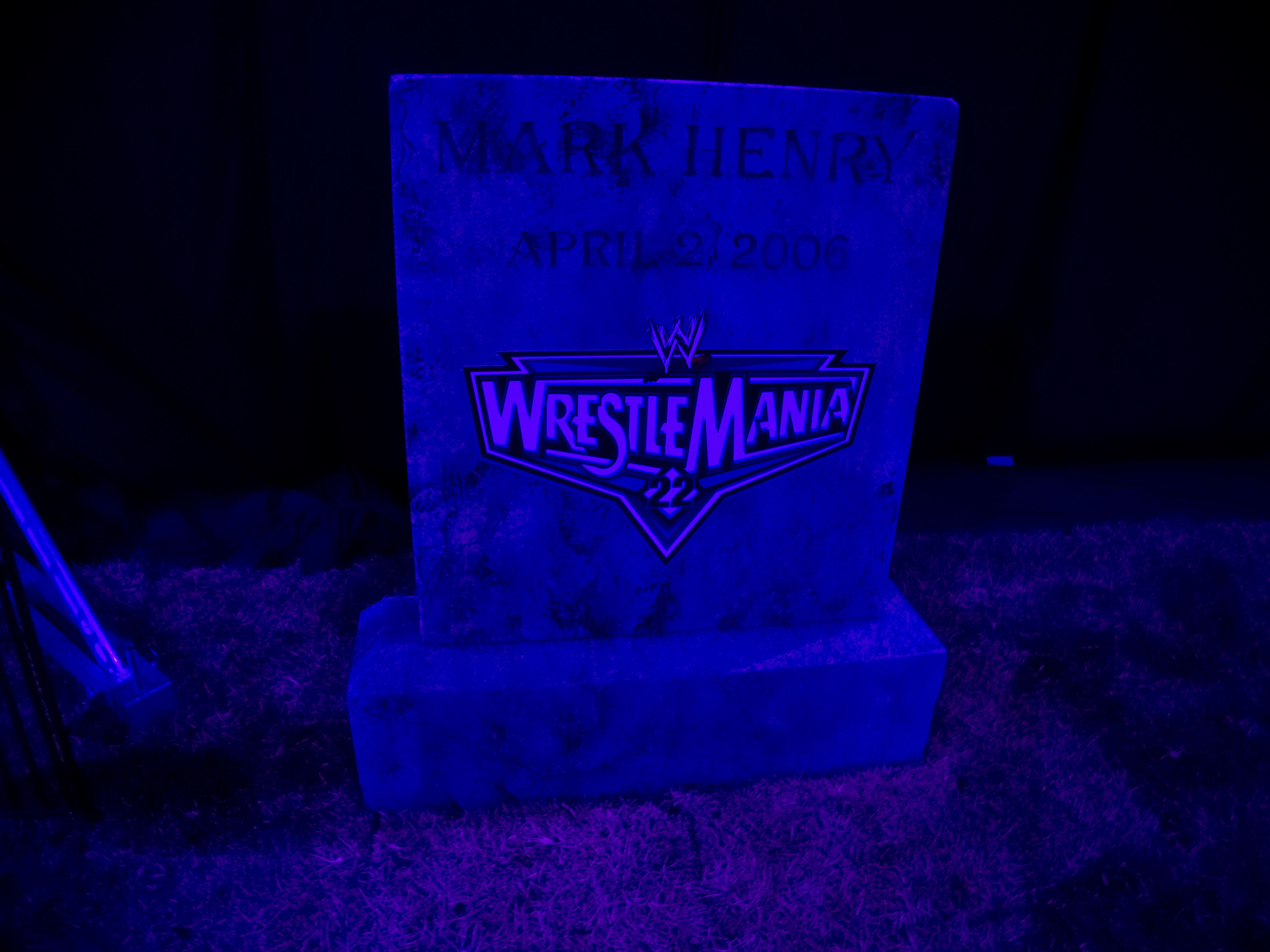
Tumba marcando la derrota de Mark Henry a manos de The Undertaker.

- Dark match: Viscera ganó una 18-Men Interpromotional Battle Royal
  - Viscera eliminó finalmente a Snitsky para ganar.
  - Después de la lucha, Viscera besó a la anunciadora Lillian Garcia.
  - Los demás participantes fueron Eugene, Goldust, Tyson Tomko, Rob Conway, Lance Cade, Trevor Murdoch, Matt Striker de RAW y Super Crazy, Psicosis, Funaki, Steven Richards, Johnny Nitro, Joey Mercury, Road Warrior, William Regal, Simon Dean de SmackDown! (9:00)
- The Big Show & Kane derrotaron a Carlito & Chris Masters reteniendo el Campeonato Mundial en Parejas (6:41)
  - Kane cubrió a Carlito después de una "Chokeslam".
- Rob Van Dam derrotó a Shelton Benjamin, Ric Flair, Finlay, Matt Hardy y Bobby Lashley ganando el Money in the Bank Ladder Match (12:21)
  - Van Dam descolgó el maletín de lo alto del coliseo, ganando la lucha.
  - Durante la lucha Ric Flair fue sacado en camilla al caer de una escalera, pero regresó.
  - Es hasta la fecha, la lucha Money in the Bank con la duración mas corta de la historia.
- John "Bradshaw" Layfield (con Jillian Hall) derrotó a Chris Benoit ganando el Campeonato de los Estados Unidos de la WWE (9:44)
  - JBL cubrió a Benoit después de revertir la "Crippler Crossface" en un "Roll-Up" usando las cuerdas para ayudarse.
- Edge (con Lita) derrotó a Mick Foley en un Hardcore Match (14:37)
  - Edge cubrió Foley después de una "Spear" contra una mesa en llamas fuera del ring.
  - Durante la lucha,  Lita interfirió a favor de Edge pero fue atacada por Foley con un "Mandible Claw" con la mano envuelta con alambre de púas.
- The Boogeyman derrotó a Booker T y Sharmell en una Handicap Match (3:52) 
  - Boogeyman cubrió a Booker T después de un "Falling Chokebomb".
- Mickie James derrotó a Trish Stratus ganando el Campeonato Femenino de la WWE (8:47) 
  - James cubrió a Trish después de una "Chick Kick".
  - Durante la lucha James tocó la entrepierna de Stratus para que no ejecutara la Stratusfaction.
  - Después de la lucha James puso los dedos de la mano con la que manoseó a Stratus en su boca.
- The Undertaker derrotó a Mark Henry en un Casket Match (9:26) 
  - Undertaker llevó a Henry hacia el ataúd después de una "Tombstone Piledriver".
  - Undertaker aumentó su invicto en WrestleMania a 14-0.

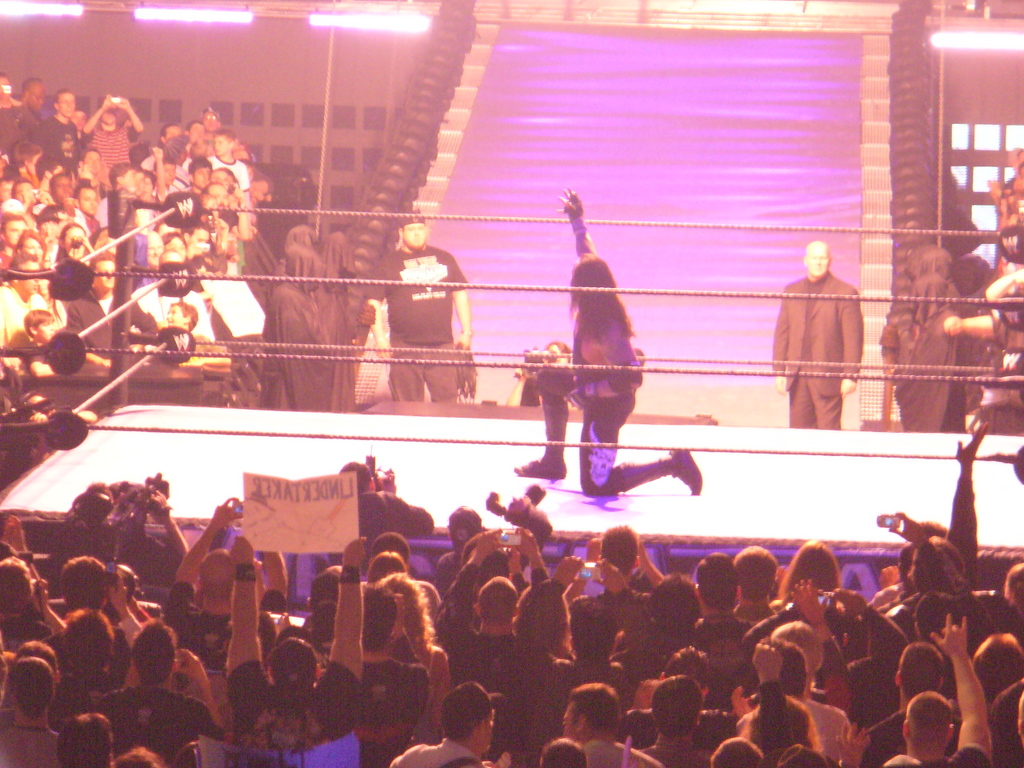
Undertaker, tras derrotar a Mark Henry en WrestleMania 22.

- Shawn Michaels derrotó a Vince McMahon en un No Holds Barred Match (18:28) 
  - Michaels cubrió McMahon después de una "Sweet Chin Music"
  - Durante la lucha Spirit Squad (Kenny, Mitch, Nicky, Mickey y Johnny) y Shane McMahon interfirieron para ayudar a McMahon, pero fueron atacados por Michaels.
- Rey Mysterio derrotó a Randy Orton y Kurt Angle (c) ganando el Campeonato Mundial Peso Pesado (11:18)
  - Mysterio cubrió a Orton después de un "619" y una "Hurracarrana"
  - Durante la lucha Mysterio y Orton fueron forzados a rendirse por Angle pero el árbitro no logró verlos.
  - P.O.D interpretó el tema de entrada de Rey Mysterio en vivo.
- Torrie Wilson derrotó a Candice Michelle en un Playboy Pillow Fight (3:54)
  - Wilson cubrió a Michelle con un "Roll-Up".
- John Cena derrotó a Triple H reteniendo el Campeonato de la WWE (22:02) 
  - Cena forzó a Triple H a rendirse con un "STFU".
  - Triple H logró ser el retador de este combate tras ganar un torneo.

### Torneo para ser retador al Campeonato de la WWE
Pin=conteo de tres; Sub=rendición; CO=conteo de 10 fuera del ring; DCO=doble conteo de 10 fuera del ring;
|  | Cuartos de final | Cuartos de final | Cuartos de final           |                            |             | Semifinales | Semifinales | Semifinales |  |          | Final    | Final | Final |  |
|  |                  |                  |                            |                            |             |             |             |             |  |          |          |       |       |  |
|  |                  |                  |                            |                            |             |             |             |             |  |          |          |       |       |  |
|  | Triple H         | Triple H         | Pin                        |                            |             |             |             |             |  |          |          |       |       |  |
|  | Triple H         | Triple H         | Pin                        |                            |             |             |             |             |  |          |          |       |       |  |
|  | Ric Flair        | Ric Flair        | 11:35                      |                            |             |             |             |             |  |          |          |       |       |  |
|  | Ric Flair        | Ric Flair        | 11:35                      |                            | Triple H    | Triple H    | DCO         |             |  |          |          |       |       |  |
|  |                  |                  |                            |                            | Triple H    | Triple H    | DCO         |             |  |          |          |       |       |  |
|  |                  |                  | The Big Show               | The Big Show               | 13:33       |             |             |             |  |          |          |       |       |  |
|  | The Big Show     | The Big Show     | The Big Show               | The Big Show               | 13:33       | Pin         |             |             |  |          |          |       |       |  |
|  | The Big Show     | The Big Show     |                            |                            |             |             |             |             |  |          |          |       |       |  |
|  | Shelton Benjamin | Shelton Benjamin | 3:45                       |                            |             |             |             |             |  |          |          |       |       |  |
|  | Shelton Benjamin | Shelton Benjamin | 3:45                       |                            |             |             |             |             |  | Triple H | Triple H | Pin   |       |  |
|  |                  |                  |                            |                            |             |             |             |             |  | Triple H | Triple H | Pin   |       |  |
|  |                  |                  | The Big Show y Rob Van Dam | The Big Show y Rob Van Dam | 12:44       |             |             |             |  |          |          |       |       |  |
|  | Rob Van Dam      | Rob Van Dam      | The Big Show y Rob Van Dam | The Big Show y Rob Van Dam | 12:44       | Pin         |             |             |  |          |          |       |       |  |
|  | Rob Van Dam      | Rob Van Dam      |                            |                            |             |             |             |             |  |          |          |       |       |  |
|  | Carlito          | Carlito          | 8:55                       |                            |             |             |             |             |  |          |          |       |       |  |
|  | Carlito          | Carlito          | 8:55                       |                            | Rob Van Dam | Rob Van Dam | Pin         |             |  |          |          |       |       |  |
|  |                  |                  |                            |                            | Rob Van Dam | Rob Van Dam | Pin         |             |  |          |          |       |       |  |
|  |                  |                  | Chris Masters              | Chris Masters              | 5:04        |             |             |             |  |          |          |       |       |  |
|  | Kane             | Kane             | Chris Masters              | Chris Masters              | 5:04        | Pin         |             |             |  |          |          |       |       |  |
|  | Kane             | Kane             |                            |                            |             |             |             |             |  |          |          |       |       |  |
|  | Chris Masters    | Chris Masters    | 3:06                       |                            |             |             |             |             |  |          |          |       |       |  |
|  | Chris Masters    | Chris Masters    | 3:06                       |                            |             |             |             |             |  |          |          |       |       |  |
|  |                  |                  |                            |                            |             |             |             |             |  |          |          |       |       |  |

1. ↑  Debido al doble cuenta fuera, la final se convirtió en un triple threat.

## Otros roles
| Comentaristas en Inglés - Jerry "The King" Lawler - RAW - Jim Ross - RAW - Michael Cole - SmackDown! - Tazz - SmackDown! - Joey Styles - Foley/Edge match Comentaristas en Español - Carlos Cabrera - Hugo Savinovich Entrevistadores - Jonathan Coachman - Todd Grisham - Josh Mathews | Anunciadores - Tony Chimel - SmackDown! - Lilian García - RAW - Howard Finkel- WWE Salón de la Fama Árbitros de RAW - Mike Chioda - Jack Doan - Chad Patton - Mickie Henson Árbitros de SmackDown - Nick Patrick - Jim Korderas - Charles Robinson - Chris Kay |